# Костюм Древней Месопотамии

## Идеал красоты
Физический облик жителей Древнего Двуречья был тот же, что и по сей день: это были смуглые, коренастые люди с курчавыми или волнистыми чёрными волосами, с крупными чертами лица и обильной растительностью на лице и теле. Но представления об идеальном облике человека у разных народов и в разные эпохи заметно варьировали. Об этом можно судить по сохранившимся памятникам искусства того времени. Шумеры пытались, пускай ещё наивными художественными приёмами, передать внутреннее состояние изображаемого, подчеркнуть его духовную значительность. Ассирийцы и вавилоняне, напротив, превыше всего ценили в человеке телесную мощь. Создавая в камне образы своих богов, царей и воинов, они наделяли их могучей, «накачанной» мускулатурой, один вид которой должен был внушать мысль о всесокрушающей и неумолимой силе.

## Ткани
Примерно 10 000 лет назад, в эпоху неолита, на древнем Ближнем Востоке были одомашнены козы и овцы. С тех пор их шерсть стала основным сырьём для ткацкого производства на всей территории Двуречья. До нас дошли десятки терминов для обозначения различных видов шерстяных тканей, относящихся к их качеству или внешнему виду. 
Лён, хотя и был известен, но в Нижней Месопотамии рос плохо, и бо́льшую часть полотна приходилось ввозить с севера или даже из других стран (например, из Египта). Поэтому льняная одежда была роскошью. Только царь и священнослужители могли позволить себе носить одеяния из полотна. 
Основными производителями шерсти и льна были храмы, располагавшие обширными полями и пастбищами. Частные лица получали шерсть и лён либо от храмов или царского двора в виде «кормления» и «содержания», либо покупали на рынке, так как не имели возможности разводить овец и сеять лён на своих небольших участках.
Для получения шерсти овец, коз и ягнят выщипывали. Только в VII—VI вв. до н. э., когда были изобретены и вошли в употребление металлические ножницы, выщипывание уступило место стрижке. Снятая шерсть поступала к ремесленникам в сыром виде. Сначала она подвергалась очистке и промывке. Лён, соответственно, трепали и прочёсывали. После этого шерсть и лён пряли. Этим занимались обычно женщины, используя ручное веретено с пряслицем.
Так как овечья и козья шерсть в натуральном виде может быть только чёрной, белой или бурой, то её ещё до прядения передавали красильщику для окраски в желаемый цвет. Лён, напротив, окрашивали уже после прядения. 
Чтобы окрасить ткань, применяли красители как органического (марена, индиго и др.), так и минерального (охра и т. п.) происхождения. Выше всего ценились ткани, окрашенные пурпуром. 
Жители Двуречья, как и все южане, любили одежду ярких тонов. В документах упоминаются самые разные цвета и оттенки тканей: жёлтый, красноватый, ярко-красный, красно-коричневый, тёмно-красный, серый, яблочно-зелёный, синий, сине-фиолетовый, красно-лиловый и др. При этом ткани могли быть не только однотонными, но и полосатыми (бело-чёрными или более сложной окраски, с добавлением красного, жёлтого или коричневого). Изготовлялись также пёстрые ткани. Чаще всего, однако, ткань (особенно шерстяная) просто отбеливалась на солнце, так как привозные красители стоили недёшево.
Как правило, каждая семья сама обеспечивала себя тканью для одежды. Но при шумерских и вавилонских храмах, владевших большими стадами скота, существовали настоящие ткацкие мастерские с обширным штатом работниц. Первые сведения о таких мастерских относятся к III-му тысячелетию до н. э. Имеются данные, что при храме бога Энки в Эреду трудились 593 ткачихи; в Лагаше имелись четыре группы ткачих, в которых работало 816 женщин
По сохранившимся сведениям, трудовые процессы в храмовых мастерских были специализированы и усовершенствованы. Одни женщины занимались очисткой льна, другие — мытьём шерсти, третьи — прядением, вышивкой, ткачеством и т. п. При храмах действовали специальные школы; чтобы стать первоклассной ковровщицей или прядильщицей виссона (особо тонкого волокна), надо было учиться пять лет. 
Ткачихи, в зависимости от материала, с которым имели дело, подразделялись на мастериц пестроткачества, льноткачества и шерстоткачества. На простых горизонтальных станках они выделывали знаменитые вавилонские ткани, получившие признание и в других странах. 
Ткачество было занятием весьма трудоёмким: по подсчётам известного американского шумеролога С.Крамера, группе из трёх женщин, чтобы изготовить отрез длиной в 4 и шириной в 3,5 метра, требовалось не менее 8 дней. Особая квалификация нужна была при выделке узорных тканей с использованием золотых и серебряных нитей. Для этого благородный металл очень тонко расплющивали молоточками, нарезали тонкими полосками, а затем вытягивали в нити. Искусные ткачихи создавали фантастические узоры из золотых, серебряных, синих и пурпурных нитей. Насколько сложна была эта работа, можно судить по тому факту, что одна мастерица была обязана за день выткать всего лишь 15 сантиметров такой ткани.
Вытканные изделия подвергались дальнейшей обработке у валяльщиков и прачечников, которые вытаптывали их ногами в ямах с моющим раствором из масла с добавкой поташа, соды, квасцов и мочи. Затем ткани выколачивали вальками, полоскали, сушили и белили на солнце, наводили ворс щётками из чертополоха.
Для отделки готовой одежды чаще всего использовалась бахрома. Любопытно, что она не только служила украшением, но и имела, по всей видимости, ритуальное значение: её, например, могли прикладывать к глиняной табличке вместо печати. А если муж разводился с женой и прогонял её из дому, он обреза́л бахрому с её платья.

## Одежда
Во всех древних обществах производство одежды было главным видом промышленной деятельности, и уровень его развития являлся определяющим для остальных видов промышленности.
В течение очень длительного времени изготовление одежды в Месопотамии оставалось отраслью домашнего хозяйства. Ещё и в VI веке до н. э. большинство населения Вавилонии носило одежду, сшитую дома, и обходилось без услуг ремесленников-профессионалов. Но появилось уже и немалое количество людей, которых домотканая одежда уже не удовлетворяла. Это были, прежде всего, представители знати и богачи, стремившиеся одеваться нарядно и изысканно, в дорогие и красивые одежды, изготовленные искусными и опытными портными. 
В покупной одежде нуждались также малоимущие слои населения, лишённые собственного хозяйства и постоянных источников дохода, жившие случайными заработками. Они, естественно, не могли изготовлять одежду в домашних условиях и вынуждены были приобретать её. В таком же положении находились и приезжие люди. 
И, наконец, существовал ещё один потребитель одежды, изготовленной руками профессионалов — храмы. В каждом из них имелось множество изваяний божеств, при которых состоял большой штат жрецов и служителей. Всех их надо было одевать, причём одежда и убранство часто менялись в соответствии с требованиями ритуала, строго расписанного по сезонам, месяцам, неделям и даже по отдельными дням. 
Цена готовой одежды зависела от качества материи и от фасона. Так, например, в Вавилоне за 6 сиклей можно было купить два платья и один плащ; чтобы заработать такую сумму, среднему работнику нужно было потратить не менее 24 дней. 
Одежда, наряду с деньгами и продовольствием, входила в состав жалования, которое получали царские придворные

### Мужская одежда
В Шумере основной одеждой мужчины были туника и набедренная повязка. Туника представляла собой рубашку без рукавов или с очень короткими рукавами, в талию. По длине она обычно не достигала колен. Ворот мог быть гладким, либо отделанным вышитым кантом. 
Ко II тысячелетию до н. э. туника стала распространённой одеждой, в том числе и для работы, однако она требовала приложения портняжного искусства, хотя бы простейшего. Поэтому более древний набедренник по-прежнему успешно с ней конкурировал, и был даже более распространён.
Набедренник (шубату) выглядел как прямоугольное полотнище. Его ширина в простейшем случае определялась размером ткацкого станка (минимальная ширина составляла 2 локтя, или 1 метр), но полотнища могли и сшиваться вместе. При III династии носили набедренники в форме юбки, удлинённые сзади (до 1 метра), что позволяет предположить наличие выкроек. 
Длина полотнищ могла быть различной — вероятно, от 4 до 7-9 локтей. Его в большинстве случаев просто обматывали вокруг тела (иногда поверх туники) и закрепляли поясом (впрочем, скатав набедренник на талии в плотный жгут, его можно было носить и без пояса). 
Однако более длинное полотнище, особенно если оно было сшито из нескольких полос ткани, могло смотреться и по-другому, гораздо более роскошно и замысловато. Например, обернув один конец трёхметрового (в 6 локтей) куска ткани вокруг бёдер, мужчина складывал оставшуюся часть ткани пополам вдоль и пропускал спереди назад справа под мышку, а затем перекидывал конец ткани сзади через левое плечо. Именно такой вид одежды носили цари и знатные жрецы.
Различная длина, разные виды отделки и манера ношения создавали значительное разнообразие внешнего вида одежды (в зависимости от социального положения её хозяина, а также от моды). Кроме того, существовали парадные одежды того же типа, но не прямоугольные, а специального портновского раскроя. В текстах сообщается о том, что особая одежда отличала жрецов разного ранга и представителей различных профессий, что особую же одежду надевали во время траура, но что она собой представляла и как выглядела — неизвестно.
Традиционной одеждой богов и знатных людей, судя по изображениям III и начала II тысячелетия до н. э. была длинная (доходящая почти до лодыжек) запашная юбка из полотнища, покрытого нашитыми флажками — прямоугольными или заострёнными книзу. Раньше считалось, что это были пряди овечьей шерсти или пальмовые листья; однако роспись, обнаруженная при раскопках царского дворца в Мари, показывает, что эти флажки делались из цветной материи (в специальной литературе эту одежду часто называют «каунакес»).
От плохой погоды мужчины укрывались плащом-накидкой в виде прямоугольного полотнища, в верхней части которого прикреплялись с обеих сторон лямки, завязывавшиеся узлом на груди. Известен был и плащ более сложного покроя, состоявший из трёх вертикальных полотнищ, сшитых между собой примерно на половину длины; его набрасывали на левое плечо, оборачивали вокруг тела, проводили под правой рукой и снова перебрасывали через левое плечо так, чтобы левая рука проходила через разрезы, образованные там, где полотнища оставались не сшитыми; правая рука при этом оставалась полностью открытой. Как верхнюю одежду, носили также прямоугольный плащ с вырезом для головы (наподобие пелерины).
В Ассирии и Вавилоне основной мужской одеждой тоже была туника из шерстяной ткани, с короткими цельнокроенными рукавами — канди. Канди носили люди разных социальных слоёв, однако у знатных и богатых людей она шилась из более дорогого материала и была намного длиннее, чем у простолюдинов, доходя почти до ступней, и богато отделывалась бахромой.
Социальный статус человека, помимо длины его туники, определял также и количество одежд, которые тот имел право носить одновременно. Самым сложным был царский костюм: поверх длинной канди из белой ткани, вытканной из шерсти ягнят особой тонкорунной породы, царь надевал пурпурный конас — своеобразный плащ и знак царского достоинства. Этот плащ проходил под мышкой правой руки и скреплялся на левом плече, или складывался вдоль; его сшивали, оставляя отверстие для головы, а на месте сгиба делали прорез для руки (в этом случае он надевался на оба плеча так, что с одной стороны был открыт сверху донизу). Углы конаса закруглялись, а вся его поверхность покрывалась обильной вышивкой, в которой излюбленными мотивами были розетки, стилизованные изображения «дерева жизни» и кедровые шишки; в вышивку вводились чеканные золотые пластинки.

### Военная одежда
В шумерскую эпоху обычной одеждой воина был шерстяной набедренник и медный или бронзовый шлем-шишак. Крест-накрест через плечи могли носить кожаную перевязь, скреплённую большой медной бляхой. На так называемом «Штандарте из Ура», датируемом серединой III тысячелетия до нашей эры, изображены воины в длинных — ниже колен — плащах (вероятно, войлочных или кожаных), с вшитыми круглыми металлическими пластинами. Такие плащи, видимо, играли роль панцирей, защищая тело от ударов вражеского оружия.
Воины Ассирии и Вавилона носили уже настоящие доспехи, которые различались по роду войск. Так, лучники носили рубахи канди до колен, стёганые или из кожи, с нашитыми металлическими пластинами. Копейщики надевали особого покроя кожаные рубахи, расширенные к низу и с кривым срезом подола. Это было необходимо для свободы движения. Кроме того, их костюм включал в себя принципиально новый элемент — длинные штаны. Они носили греческое название анаксаридес и были известны с I тысячелетия до н. э. Обычно штаны были длинными и делались из плотной ткани, кожи или меха. Если анаксаридес шили из меха, то надевали их мехом внутрь.

### Женская одежда
Женская одежда сравнительно мало отличалась от мужской. Разница заключалась только в том, что ко II тысячелетию до н. э. женщины никогда не ходили без туники, а свободные женщины, как правило, не ходили в одной тунике, без другой одежды. Женская туника в верхней своей части шилась в обтяжку (девушкам и молодым женщинам такой покрой позволял в какой-то мере поддерживать грудь). По длине женская туника доходила до колен и ниже, иногда имела разрезы сбоку. Была известна также юбка, сшитая из нескольких горизонтальных полотнищ, шириной по 0,5 метра каждое, причём верхнее полотнище сворачивалось в жгут и заменяло пояс.
Знатная шумерская дама непременно носила поверх туники такое же длинное завёртывающееся полотнище, как и мужчины; в зависимости от местных обычаев могли меняться цвет ткани, характер бахромы и способ переброски через плечо, а также тип раскроя, если это не было прямое узкое полотнище. Кроме того, у знатной (а может быть, и у всякой свободной) женщины был большой, широкий плащ из шерсти или полотна. Он обшивался бахромой и закрывал фигуру своей хозяйки от плеч до пола.
Что касается жительниц Вавилона и Ассирии, то о ней можно судить по единственному сохранившемуся рельефу из Ниневии, на котором изображена супруга царя Ашшурбанипала со своими прислужницами. Все они одеты практически одинаково — в длинные прямые платья с длинными узкими рукавами. Одежда царицы отличается от одежды служанок только гораздо более богатой отделкой (она почти сплошь покрыта вышивкой), а также тем, что она дополнена накидкой, похожей на царский конас.

## Аксессуары
Непременной принадлежностью костюма шумеров, ассирийцев и вавилонян был длинный пояс в виде шнура с кисточкой. 
Сановники при царском дворе в качестве знака своего социального положения носили нагрудные перевязи, обшитые с одной стороны пышной бахромой. Чем знатнее был человек и чем более высокую должность он занимал, тем длиннее была его перевязь.
Среди других аксессуаров, дополнявших костюмы обитателей Древнего Двуречья, следует упомянуть также посохи, зонты и опахала.
У всех восточных народов с древнейших времён трость или посох служили символами зрелого возраста, мудрости и власти. Они как бы говорили, что их владелец — человек уважаемый и достойный уважения. Поэтому ни один зажиточный вавилонянин не выходил из дому без посоха. По свидетельству Геродота, каждый такой посох увенчивал сверху искусно выполненный из дерева или слоновой кости набалдашник — яблоко, роза, лилия, орёл или что-либо подобное. Носить посох без такого изображения было не принято.
Зонт в Месопотамии, как и повсюду на Востоке, являлся знаком царского достоинства. Богато орнаментированным зонтиком на длинной изогнутой рукояти осеняли ассирийского царя во время торжественных выходов и выездов.
Опахала, необходимые в душном и жарком климате Междуречья, напоминали по форме флажки; известны были, судя по изображениям, и более крупные опахала из страусовых перьев, укреплённых на полукруглом каркасе.

## Обувь
Обычной обувью у населения Двуречья были сандалии. Они чаще всего представляли собой твёрдые подмётки с прикреплённым ремнём, который пропускался между большим и остальными пальцами ноги и привязывался вокруг щиколотки. Были и другие формы сандалий: ассирийцы, к примеру, предпочитали сандалии с высокими задниками, закрывающими пятку и (примерно до середины) стопу; ремешок, крепивший сандалию, пропускался в отверстия по бокам. 
Жителям Месопотамии были известны и сапоги. Они были открытыми спереди (но, в отличие от греческих сапог, имели закрытый носок), по высоте доходили примерно до середины икр и зашнуровывались. Первоначально этот вид обуви носили только горцы, но со временем его удобство оценили все, кому приходилось делать длительные переходы пешком. В Ассирии и Вавилоне сапоги стали частью военного костюма. 
Жрецы и молящиеся в храмах ходили босиком. Богов тоже изображали босыми.

## Причёски
Судя по сохранившимся изображениям, мужчины предпочитали отращивать волосы до плеч и носить их, зачёсывая назад. При этом уши оставались открытыми. Основная масса волос была завита плоскими крупными волнами, расположенными в несколько рядов. Знатные люди убирали волосы в сетку или скрепляли их на затылке заколкой, связывали цветными лентами. Во всех причёсках волосы на лбу подстригали короче и завивали в крутые кольцевидные локоны возле висков и ушей, на щёки спускали небольшие волнистые прядки. Концы волос подвёртывали в валик (иногда таких горизонтальных валиков было несколько). 
Цари и их приближённые отпускали большие бороды, придавая им прямоугольную форму. Пряди бороды завивали в трубочки и укладывали плотными рядами. В некоторых случаях вместо трубчатых локонов заплетали косички, украшая их золотыми нитями. Так как эти бороды были значительно больше, чем обычные, можно предположить, что они были искусственными и делались (частично или даже полностью) из овечьей шерсти. Усы отпускали значительно реже: изображения мужчин с усами, но без бороды практически отсутствуют. 
Евнухи и жрецы не носили ни бород, ни усов. Жрецы к тому же полностью сбривали волосы на голове и теле. Рабам выбривали волосы ото лба до темени. Отпуская раба на волю, ему сбривали оставшиеся волосы; это называлось «очищением» — освобождённый раб уподоблялся «чистому» жрецу. Законы вавилонского царя Хаммурапи (1792—1750 гг. до н. э.) угрожали суровым наказанием (отрезанием пальцев) цирюльнику, который обривал рабу голову без ведома его хозяина — «снимал рабский знак».
Женские причёски были не менее разнообразны, чем мужские, и похоже, что мода на них менялась довольно часто. Наиболее старинным, но неизменно популярным обычаем было носить волосы либо свободно распущенными по плечам (при этом их слегка подвивали на концах), либо скрученными узлом на затылке. Иногда прикалывали надо лбом косичку, свисавшую концом с одного уха, или же оплетали голову двумя косичками. Вавилонянки часто укладывали волосы в форме объёмных полушарий по бокам головы. Носили также парики. (Интересно, что слово, обозначавшее парик, имело и другие значения — «красота», «роскошь», а также «обольщение»; это говорит о том, какое большое значение в древнем Двуречье придавали густым и пышным волосам как украшению внешнего облика человека).

## Головные уборы
Головные уборы мужчин были оригинальными и разнообразными. Это были разного рода войлочные и кожаные шапки, шляпы, тюрбаны и колпаки. 
Особые головные уборы носили цари. В Шумере знаком царского сана была круглая шапка с околышем из каракуля. В Вавилоне и Ассирии царь надевал высокую коническую тиару из белого тонкого войлока — кидарис. На её макушке располагалось небольшое золотое навершие в виде башенки, а нижняя часть окаймлялась лентой, отделанной золотыми розетками. Сзади на спину спускались пурпурные ленты с золотой бахромой на концах. Придворные носили широкие налобные повязки и обручи из золота или лент с нашитыми золотыми бляшками.
Женщины вокруг головы, надо лбом, также часто укрепляли ленту или скрученный жгут материи (богатые могли носить серебряную или даже золотую диадему). Распространёнными женскими головными уборами были шапки и шляпы. Кроме того, многие женщины носили тюрбаны, свитые из узких, длинных полос ткани. Выбор того или иного фасона головного убора, как и одежды, зависел от обычаев местности, от общественного положения женщины и от моды.
Шумерские и вавилонские женщины, как правило, не закрывали голову ничем, кроме шапок и шляп. Ассирийки, напротив, выходя на улицу, должны были прятать лица. Уже с середины II тысячелетия до н. э. ношение покрывала стало в Ассирии обязанностью и привилегией замужних женщин; даже наложница, сопровождая хозяйку по улице, была обязана закрывать лицо. Напротив, рабыням и проституткам кутаться в покрывала строго воспрещалось. За нарушение этого запрета ассирийские законы предусматривали тяжёлое наказание: рабыне, надевшей покрывало, должны были отрезать уши, а проститутке — «нанести пятьдесят ударов розгами и налить на голову смолу», а её одежду отдать тому, кто донёс на неё властям.

## Украшения
Наряд любого мало-мальски обеспеченного жителя Месопотамии, будь то мужчина или женщина, непременно дополнялся украшениями. Носить украшения начинали с самого детства: в захоронениях маленьких детей из Ура обнаруживают связки бус, браслеты и серебряные диадемы.
Украшения, наряду с одеждой, входили в состав приданого, которое давали за невестой, и всегда оставались частью её имущества, на которое муж не мог претендовать. Поэтому любящие родители не жалели средств на наряды и драгоценности для дочерей: в одном списке приданого перечисляются 204 предмета одежды, а также различные золотые украшения общим весом 15 килограммов.
Неприкосновенность украшений гарантировалась даже проституткам: женщину лёгкого поведения, нарушившую закон, могли избить, лишить одежды и даже волос, но никто не имел права отбирать у неё украшения. 
В Вавилоне и Ассирии распространённым обычаем было ношение металлических браслетов (женщины надевали их на запястья и лодыжки, мужчины — только на руки). Любимым украшением у лиц обоего пола были также серьги разнообразных форм — от простых кольцевидных до сложных, с подвесками в виде полумесяцев или виноградных гроздьев. Серьги вдевали не только в уши, но и в нос.
Очень характерной особенностью вавилонского женского убранства, с которым женщина неохотно расставалась, даже раздеваясь, были бусы. Богатые модницы носили настоящие стоячие «воротники» из прилегавших одна к другой нитей бус, доходившие от подбородка до выреза туники. Иногда нити бус повязывали также на лбу и вокруг бёдер. Дорогие бусы были сердоликовые (из Индии), лазуритовые (из Бадахшана — современного Северного Афганистана) или металлические. Более дешёвые бусы делались из цветного стекла, керамики, раковин, кости и т. п. В качестве украшений использовались также цилиндрические печати из самоцветных камней: сквозь них продевали шнурок и подвешивали на шею наподобие кулона.
Пожалуй, самые великолепные образцы месопотамских ювелирных украшений были найдены английским археологом Леонардом Вулли в 20-х гг. XX века при раскопках так называемых «царских гробниц» Ура (ок. 2500 г. до н. э.). Вместе с погребёнными здесь «царями» и «царицами» были похоронены их слуги, служанки и воины — всего около 100 человек. У многих мужчин на голове были повязки, похожие на те, которые и сейчас носят арабы. Они состояли из трёх крупных бусин на лбу с золотой цепью сзади и, вероятно, служили для закрепления головного убора. Украшения женщин были ещё богаче; они включали головные уборы из золотых и серебряных цветов и листьев, огромные серьги в форме полумесяца, золотые заколки для платьев с подвесками из бус, а также ожерелья из золота и лазурита.
Самый роскошный убор принадлежал «царице» Пуаби. На ней был целый плащ, «сотканный» из лазуритовых бус, ладьевидные золотые серьги, высокий золотой гребень в виде букета цветов, золотые кольца и булавки. Особенно богатым было головное убранство. Такое большое, что его наверняка приходилось носить поверх парика, оно было образовано несколькими ярусами витков золотой ленты длиной 40 футов (около 12 метров). Сверху его украшали три нити бус из лазурита и сердолика. На нижней из этих нитей висели золотые кольца, на средней — золотые буковые листья, на верхней — ивовые листья и золотые цветы. Рядом с погребальными носилками лежало ещё одно головное украшение, представлявшее собой широкую кожаную ленту, расшитую золотыми фигурками животных и растениями на фоне мелкого лазуритового бисера.
Найденные в Уре изделия свидетельствуют о незаурядном мастерстве обработки драгоценных металлов и тонком художественном вкусе древних мастеров.

## Косметика и парфюмерия
Жители Месопотамии много времени уделяли уходу за телом. Прежде всего это выражалось в стремлении поддерживать чистоту. В богатых домах Вавилона, как показали археологические раскопки, имелись даже глиняные ванны, наполовину врытые в землю и обмазанные асфальтом. В бедных домах, конечно, такую роскошь вряд ли могли себе позволить, потому что носить воду приходилось издалека, из реки или канала, и расходовать её следовало экономно. Люди с низким достатком для омовения пользовались тазами из глины или камня.
Для мытья и стирки применяли мылящиеся растения, золу, песок и т. п. В более позднее время появилось мыло; его делали из соды или поташа с добавлением масла или порошка из глины. Время от времени мылись в паровой бане, обливая водой раскалённые камни.
Уход за телом и для женщин, и для мужчин непременно включал умащение кожи и волос ароматическими маслами. Они смягчали и увлажняли кожу, придавали волосам блеск и, помимо того, играли роль духов. Умащались даже статуи богов (этим занимались особые жрецы). Различным видам ароматических мазей давали красивые названия (согласно одной из шумерских эпических поэм, богиня Инанна пользовалась притиранием, которое называлось «пусть придёт, пусть он придёт»). Предпочтение отдавалось кипарисовому и кедровому маслу благодаря их приятному запаху. В качестве отдушек использовали также экстракты можжевельника, мирры и кассии. Однако стоило всё это очень дорого, поскольку ввозилось из-за границы (из Сирии), и для подавляющего большинства населения было недоступно. Небогатые люди, вероятно, обходились какими-то местными, более дешёвыми благовониями, но какими именно — неизвестно.
Далеко не каждая жительница Шумера, Вавилона или Ассирии могла воспользоваться привозной парфюмерией, зато косметика была доступна всем. Женщины хранили различные косметические средства в маленьких глиняных или каменных баночках или в разукрашенных раковинах. Они подводили глаза чёрно-зелёным порошком сурьмы (этот обычай существует на Ближнем Востоке и теперь; считается, что сурьма не только украшает, но также защищает глаза от яркого солнечного света и различных инфекций). Чёрной краской подкрашивали также ресницы и брови. Красивыми, как и сейчас на Востоке, считались сросшиеся брови в виде «ласточкиных крыльев», и краска помогала придать им желаемый вид. В «косметический набор» древней шумерской или вавилонской красавицы входила, кроме того, красная краска для губ и щёк. Было принято также, чтобы женщины красили хной ладони и ступни ног, делали на коже изящную татуировку. Туалетные принадлежности — ножичек, пинцет, ложечку для чистки ушей и т. п. — женщина могла носить с собой, прикрепив к небольшому кольцу.